# 치다 다이스케
치다 다이스케(千田 大輔, ちだ だいすけ, 1989년 ~）는 일본의 만화가다. 도쿄도 출신이다.

## 작품 목록

### 연재 작품
- 안녕 트리거（『매거진 SPECIAL』 2014년 1호[1] - 2016년 2월호, 전3권）
- 이상자의 사랑（『만화 상자』2017年4月3日[2] - 2018년 9월 8일、전6권）
- 마코 씨는 죽어도 자립하고 싶지 않아（『주간 소년 매거진』2017년 41호[3] - 2019년 48호[4], 전5권）
- 히로인은 절망했습니다（『매거진 포켓』[5]2019년 10월 9일[6] - 2021년 9월 27일. 전10권）
- 나는 너희를 지배한다（『얀마가 Web』 2022년 3월 13일[7] -연재 중, 기간 1권）

### 단편
- 후라케노 (<별책 소년 매거진> 2012년 8월호)

### 기타
- 헤이세이 30년 7월 호우 부흥 지원 기획 『서일본 응원 일러스트집』（『코믹 DAYS』2018년 9월[8]） - 일러스트[8]